# Гапоновка (Сумская область)
Гапоновка (укр. Гапонівка) — село,
Чернетчинский сельский совет,
Краснопольский район,
Сумская область,
Украина.
Код КОАТУУ — 5922387602. Население по переписи 2001 года составляло 2 человека .

## Географическое положение
Село Гапоновка находится на правом берегу реки Боромля,
выше по течению на расстоянии в 2 км расположено село Ясенок,
ниже по течению на расстоянии в 2 км расположено село Жигайловка (Тростянецкий район).